# Sàn giao dịch tiền mã hóa

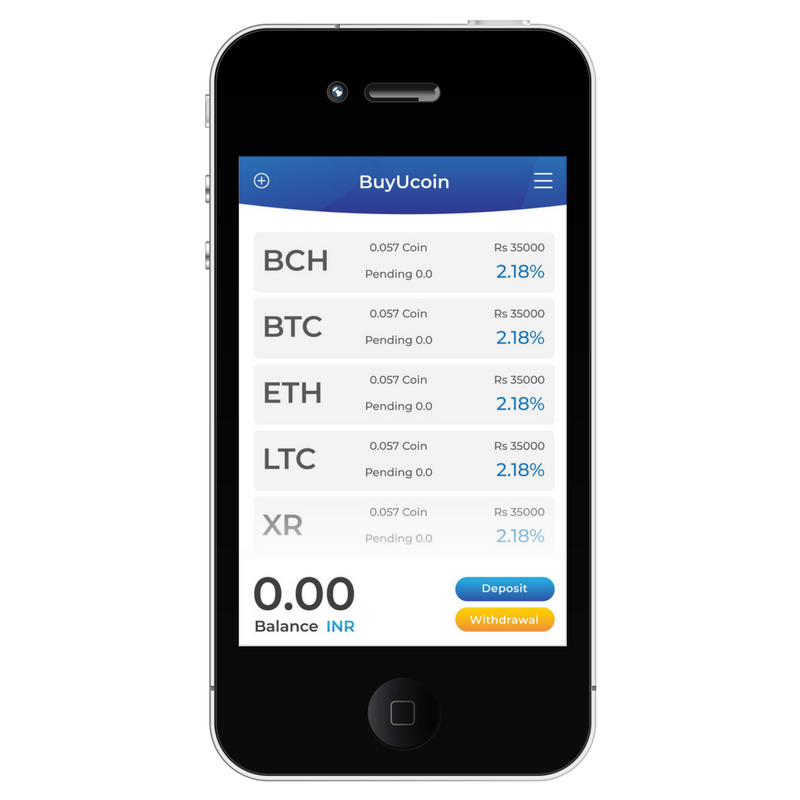
Hiển thị trên điện thoại di động về giao dịch tiền ảo của một sàn giao dịch tiền mã hóa

Sàn giao dịch tiền mã hóa (Cryptocurrency exchange) hay còn gọi là Sàn giao dịch tiền điện tử (Digital currency exchange/DCE) là một doanh nghiệp cho phép khách hàng thực hiện giao dịch tiền điện tử hoặc tiền kỹ thuật số để đổi lấy các tài sản khác, chẳng hạn như tiền định danh thông thường hoặc các loại tiền kỹ thuật số khác. Các sàn giao dịch có thể chấp nhận thanh toán bằng thẻ tín dụng, chuyển khoản ngân hàng hoặc các hình thức thanh toán khác để đổi lấy tiền kỹ thuật số hoặc tiền điện tử. Một sàn giao dịch tiền điện tử có thể là một nhà tạo lập thị trường thường lấy chênh lệch giá thầu-chào bán làm hoa hồng giao dịch cho dịch vụ của mình hoặc cho một nền tảng phù hợp, chỉ tính phí (phí giao dịch). Một số công ty môi giới cũng tập trung vào các tài sản khác như cổ phiếu chẵng hạn như công ty Robinhood và eToro đều cho phép người dùng mua nhưng không rút tiền điện tử về ví tiền mã hóa. Tuy nhiên, các sàn giao dịch tiền điện tử chuyên dụng như Binance và Coinbase cho phép rút tiền điện tử. Sàn giao dịch tiền điện tử thường có thể gửi tiền điện tử đến ví tiền điện tử cá nhân của người dùng. Một số có thể chuyển đổi số dư tiền kỹ thuật số thành thẻ trả trước ẩn danh (Anonymous prepaid cards) có thể được sử dụng để rút tiền từ ATM trên toàn thế giới. trong khi các loại tiền kỹ thuật số khác được bảo đảm từ khối lượng hàng hóa thực tế như vàng.
Những người tạo ra tiền kỹ thuật số thường độc lập với sàn giao dịch tiền kỹ thuật số tạo điều kiện thuận lợi cho giao dịch bằng tiền tệ. Trong một loại hệ thống, nhà cung cấp tiền kỹ thuật số (DCP) là các doanh nghiệp lưu giữ và quản lý tài khoản cho khách hàng của họ nhưng nhìn chung không trực tiếp phát hành tiền kỹ thuật số cho những khách hàng đó. Khách hàng mua hoặc bán tiền kỹ thuật số từ các sàn giao dịch tiền kỹ thuật số, những người chuyển tiền kỹ thuật số vào hoặc rời khỏi tài khoản khách hàng của nhà cung cấp (DCP). Một số sàn giao dịch là công ty con của nhà cung cấp (DCP), nhưng nhiều sàn giao dịch là doanh nghiệp độc lập về mặt pháp lý. Mệnh giá của số tiền được giữ trong tài khoản nhà cung cấp (DCP) có thể là tiền thật (hiện kim) hoặc tiền phi thực (Fictitious currency). Trao đổi tiền kỹ thuật số có thể là một hoạt động kinh doanh truyền thống hoặc kinh doanh trực tuyến. Là một doanh nghiệp truyền thống, nó trao đổi các phương thức thanh toán truyền thống và tiền tệ kỹ thuật số. Là một doanh nghiệp trực tuyến, nó trao đổi tiền điện tử và tiền tệ kỹ thuật số. Thông thường, các sàn giao dịch tiền kỹ thuật số hoạt động bên ngoài các nước phương Tây để tránh bị quản lý và truy tố. Tuy nhiên, họ xử lý các loại tiền tệ truyền thống của phương Tây và duy trì tài khoản ngân hàng ở một số quốc gia để tạo điều kiện gửi tiền bằng nhiều loại tiền tệ quốc gia khác nhau. Sàn giao dịch phi tập trung như Etherdelta, IDEX và HADAX không lưu trữ tiền của người dùng trên sàn giao dịch mà thay vào đó tạo điều kiện thuận lợi cho giao dịch tiền điện tử trong mạng ngang hàng. Các sàn giao dịch phi tập trung có khả năng ngạnh kháng đối chọi lại với các vấn đề bảo mật ảnh hưởng đến các sàn giao dịch khác, nhưng có khối lượng giao dịch thấp. (vào thời điểm tính đến năm 2018)

## Khởi phát
Dịch vụ đầu tiên giao dịch tiền Bitcoin được gọi là New Liberty Standard và xuất hiện vào năm 2009, nhưng rất khó để gọi nó là sàn giao dịch tiền điện tử theo đúng nghĩa của từ này, nó giống một cuộc thử nghiệm hơn. Với sự trợ giúp của nó, có thể mua Bitcoin bằng USD. Trang web đã được ra mắt ngay cả trước khi có vụ mua pizza nổi tiếng với giá 10.000 BTC. Vào thời điểm đó, không ai thực sự biết cách xác định giá trị của Bitcoin so với đồng đô la. Sàn giao dịch New Liberty Standard đề xuất ý tưởng định giá một đồng tiền dựa trên chi phí điện năng sử dụng cho nó. Khoảng một năm sau, các sàn giao dịch tiền điện tử giống với các sàn giao dịch hiện đại hơn bắt đầu xuất hiện: TradeHill, Bitcoin Market, Mt. Gox. Sự phát triển tích cực nhất bắt đầu vào năm 2011. Trong số các sàn giao dịch đầu tiên vẫn đang hoạt động có Kraken, Huobi (HTX), OKX, Gate.io. Và mặc dù Bitcoin được hình thành chính xác như một công cụ tài chính phi tập trung, nhưng hóa ra việc tập trung hóa vẫn không thể thiếu khi nói đến khối lượng giao dịch lớn.

## Các loại trao đổi
Trao đổi tiền điện tử có thể được phân loại theo nhiều thông số khác nhau:
- Có hoặc không có xác minh;
- Có hoặc không có tiền pháp định;
- Giao ngay, giao dịch tương lai, p2p;
- Phi tập trung (CEX) hoặc tập trung (DEX);
- Được quản lý hoặc không được kiểm soát;
- Có hoặc không có khả năng giảm tiền hoa hồng;
- Với giao dịch ký quỹ và không có đòn bẩy;
- Có và không có nền tảng IEO;
- Hoạt động ở một số khu vực pháp lý nhất định;
- Với trữ lượng được xác nhận hay không.